# Arménská legie
Arménská legie (německy Armenische Legion, arménsky  Հայկական լեգեոն) byla jednotka Wehrmachtu složená z Arménů. Legie existovala během druhé světové války v letech 1941 – 1945 a jejím cílem bylo vytvoření (obnova) nezávislého arménského státu. Organizačně legie podléhala Velitelství východních legií (německy Kommando der Ostlegionen).

## Vznik jednotky
Po napadení SSSR v roce 1941 německé velení plánovalo rychlou porážku Sovětského svazu. V zimě na přelomu let 1941 – 1942 se však Rudé armádě podařilo zastavit postup německých vojsk. Neúspěch bleskové války na východní frontě, provázený vysokými ztrátami, donutil německé velení k vytváření cizineckých jednotek, tzv. legií, ze sovětských válečných zajatců.  

### Německý postoj k Arménům
V dubnu 1939 vyšel v novinách Volkischer Beobachter článek, který „dokazoval“ židovský původ Arménů a docházel k závěru, že by s nimi mělo být zacházeno jako s Židy. Profesor Humboldtovy univerzity Artashes Abeghian napsal a publikoval v týchž novinách jiný článek, v němž „dokazoval“ árijsko-indoevropský původ arménského lidu. Tuto problematiku začala studovat malá skupina pod vedením Alfréda Rosenberga, která doporučila Armény řadit mezi Árijce. Na příkaz nejvyššího velení dostávali Arméni žijící v Německu a okupovaných státech od začátku roku 1942 zvláštní dokumenty, které se nazývaly dokumenty pro árijské uprchlíky.

### Politické cíle jednotky
Díky tvrdém odporu Rudé armády bylo v zimě 1941 zřejmé, že válka se protáhne déle, než bylo plánováno. Vojensko-politické vedení Německa si v této souvislosti stanovilo řadu úkolů, z nichž jedním z hlavních bylo zničení a rozbití mnohonárodnostního sovětského státu prostřednictvím vytváření národních vlád a k nim náležejících vojenských jednotek. Jedním z nástrojů, jak přilákat představitele těchto národů na stranu Německa, bylo založení Národních osvobozeneckých výborů, v nichž dominantní roli hráli bývalí vůdci a velitelé kdysi nezávislých států, nyní žijící v emigraci. Politickým cílem Arménské legie byla nezávislost arménského státu, který měl navazovat na Arménskou republiku z let 1918–1920. Jedním z prvků propagandy v náboru vojáků byl slib po skončení vojenského tažení udělit Arménii nezávislost a vrátit jí její území, a to Náhorní Karabach, Nachičevan, Šamšadilskou oblast Ázerbajdžánu a Achalkalakskou oblast Gruzie. Z pohledu německých plánů měla být aliance Arménů a Ázerbájdžánců protiváhou tureckého vlivu na Kavkaze. Samotný závazný příslib vzniku samostatného státu nebyl učiněn. 
Politické přípravě mužstva se věnovala velká pozornost a pravidelně se konaly skupinové besedy i osobní pohovory, přičemž zvláštní pozornost byla věnována nižšímu velitelskému sboru z řad Arménů. Každá rota dostávala dvakrát týdně berlínské noviny v arménštině Armenien. Nejvíce diskutovaná témata, která tvořila hlavní obsah politických školení, se dotýkala situace na frontě, represivní politiky sovětské vlády vůči Arménům a budoucnosti Arménie. Pro 30–35 legionářů byly organizovány dvoutýdenní exkurze do Berlína s cílem je seznámit se životem v Německu.

### Formování jednotky
Zpočátku byly formovány zvláštní jednotky pod patronací abwehru. Vznikla 114. zpravodajská skupina, která byla součástí Abwehrkommanda-101. Kromě arménských zpravodajských důstojníků měla skupina také bezpečnostní oddíl 40 až 60 Arménů. Úkolem skupiny bylo provádění průzkumu, sabotáží a organizace protisovětského povstaleckého hnutí v týlu Severokavkazského frontu, ale také kontrarozvědka v částech Kavkazu okupovaného Němci. Následně bylo rozhodnuto formovat národnostní legie.
Po Hitlerově schválení vzniku turkestánské legie, vytvořené v listopadu 1941, se zintenzivnila práce na formování vojenských jednotek z východních národů. Dne 22. prosince 1941 vydalo Vrchní velitelství ozbrojených sil (OKW) rozkaz k vytvoření čtyř legií z východních národů, mezi nimiž byla zmíněna i arménská legie. Přesnější pokyny k založení legie následovaly v rozkazu z 8. února 1942.
Formování jednotky začalo na území Polska. Ve městě Zamość byl zřízen přípravný tábor, kam byli posíláni váleční zajatci a kde probíhal jejich výcvik. Samotná arménská legie byla dislokována ve městě Puławy. Velitelem pro personální záležitosti, výcvik a nasazení arménského legionu byl v počáteční fázi jmenován kapitán Artur Kutschera, který později velel i prvnímu zformovanému 808. arménskému praporu. Od července 1942 do konce roku 1943 bylo zformováno celkem 8 praporů legie. Kromě táborů pro výcvik a formování arménských vojáků legie byly otevřeny i důstojnické školy, kde se vzdělávali budoucí důstojníci. Jedna z těchto škol se nacházela v městečku Legionowo.
Kromě arménských válečných zajatců se k legii přidávala i emigrantská mládež z různých zemí. Důstojnický sbor byl zastoupen bývalými arménskými důstojníky z armád carského Ruska, Bulharska, Řecka, Srbska, Polska, Maďarska, Rumunska a francouzské cizinecké legie.

### Výcvik
Od května 1942 začal výcvik dalších jednotek arménské legie také na území Ukrajiny. Výcvikové středisko a výcvikový tábor byly zřízeny ve městě Lochvycja. Velitelem výcvikového tábora byl major Engholm. Vojáci procházeli jak fyzickou, tak speciální vojenskou přípravou. Obvykle trvala čtyři měsíce s denní zátěží 7–9 hodin. Vojenský výcvik měl široký rozsah – zahrnoval tělesnou přípravu, dril, osvojení si řádů německé armády, naučení se německým povelům, seznámení s ruskou a německou výzbrojí a taktickou přípravu.
Výcvik vedli velitelé družstev a čet, mezi kterými se nacházeli bývalí váleční zajatci, kteří předtím sami absolvovali dvoutýdenní kurz. Drilový výcvik řídili velitelé rot. Po absolvování všeobecné vojenské přípravy následovala specializovaná příprava podle vojenských odborností. Výcvik vojáků legie zajišťovali také instruktoři z řad SS.

### Početní stav
Původní početní stav legie činil 8 000 mužů, později byl zvýšen na 22 000 (odhady počtů se pohybují mezi 11 600 a 33 000 příslušníků). Velitelem legie se po Arturu Kutscherovi stal Drastamat Martirosovič Kanajan (arménsky Դրաստամատ Կանայան). Vedoucím politické práce byl generál Garegin Nzhdeh. Skutečné velení ale měli pod kontrolou Němci.
Arménská legie měla status brigády, ale co se týče počtu vojáků šlo spíše o divizi. Celkový počet personálu v roce 1943 byl 22 tisíc: 
- 7 tisíc z nich bylo ozbrojeno a ve střeleckých praporech,
- 7 tisíc v záloze,
- 8 tisíc ve stavebních praporech.[5]

### Přísaha
Dne 20. června 1942 skládali příslušnici prvních praporů přísahu věrnosti. Všichni vojáci po povelu pozor zvedli ukazováček a prostředníček pravé ruky do úrovně obočí. Legionáři stáli v této pozici po celou dobu, kdy byl čten text přísahy. Ta zazněla nejprve v němčině a poté v arménštině. Text přísahy zněl:
| „                                          | Я клянусь перед Богом и Адольфом Гитлером быть преданным немецкому государству и Армянской Земле, и до последней капли крови бороться за дело национал-социализма против большевиков и империалистов. | Přísahám před Bohem a Adolfem Hitlerem, že budu věrný německé říši a arménské zemi, a že budu bojovat do poslední kapky krve za věc nacionálního socialismu proti bolševikům a imperialistům. | “ |
| — přísaha příslušníků Arménské legie, 1942 | | |   |

## Označení vojenských hodností
Rozlišovací odznaky Arménské legie byly schváleny rozkazem č. 2380/42 ze dne 2. června 1942. Odznaky legionářů zahrnovaly šedé výložky se stříbrným prýmkem a nárameníky z tmavě zeleného nebo stejnobarevného sukna se žlutým lemováním. Důstojníci nosili úzké stříbrné nárameníky. Ramenní popruhy, límcové poutka a rukávové znaky legie byly vyvinuty s ohledem na symboly zaniklé armády Arménské republiky.
Speciálně byly navrženy kokardy a nášivky v podobě oválu. Nárameníkový znak legie byl vytvořen na základě trikolóry předsovětské Arménské republiky. Měl podobu štítu s vodorovnými pruhy v pořadí červená, modrá a žlutá, s vyšitým nápisem ARMENIEN v horní části. Nášivka se připevňovala na pravý rukáv asi 10 cm pod ramenem (na šířku otevřené dlaně). V Arménské legii existovaly dvě varianty nášivek, které se odlišovaly pouze odstíny základních barev a barvou vyšitého nápisu.

### Generálové
| Označení          | Generálové                          | Generálové                          | Generálové                          | Generálové                          | Generálové                   | Generálové                   |
| ----------------- | ----------------------------------- | ----------------------------------- | ----------------------------------- | ----------------------------------- | ---------------------------- | ---------------------------- |
| Výložky           | Generálplukovník                    |                                     | Generálporučík                      | Generálporučík límcové výložky      | Generálmajor                 |                              |
| Hodnosti arménsky | գեներալ- գնդապետ (Generálplukovník) | գեներալ- գնդապետ (Generálplukovník) | գեներալ- լեյտենանտ (Generálporučík) | գեներալ- լեյտենանտ (Generálporučík) | գեներալ-մայոր (Generálmajor) | գեներալ-մայոր (Generálmajor) |
| NATO ekvivalent   | OF-8                                | OF-8                                | OF-7                                | OF-7                                | OF-6                         | OF-6                         |

### Vyšší důstojníci
| Označení          | Důstojníci          | Důstojníci                | Důstojníci                       | Důstojníci                       | Důstojníci    | Důstojníci            |
| ----------------- | ------------------- | ------------------------- | -------------------------------- | -------------------------------- | ------------- | --------------------- |
| Výložky           | Plukovník           | Plukovník límcové výložky | Podplukovník                     | Podplukovník límcové výložky     | Major         | Major límcové výložky |
| Hodnosti arménsky | գնդապետ (Plukovník) | գնդապետ (Plukovník)       | գնդապետ-լեյտենանտ (Podplukovník) | գնդապետ-լեյտենանտ (Podplukovník) | մայոր (Major) | մայոր (Major)         |
| NATO ekvivalent   | OF-5                | OF-5                      | OF-4                             | OF-4                             | OF-3          | OF-3                  |

### Nižší důstojníci
| Označení          | Důstojníci        | Důstojníci              | Důstojníci                  | Důstojníci                  | Důstojníci          | Důstojníci              |
| ----------------- | ----------------- | ----------------------- | --------------------------- | --------------------------- | ------------------- | ----------------------- |
| Výložky           | Kapitán           | Kapitán límcové výložky | Nadporučík                  | Nadporučík límcové výložky  | Poručík             | Poručík límcové výložky |
| Hodnosti arménsky | կապիտան (Kapitán) | կապիտան (Kapitán)       | ավագ լեյտենանտ (Nadporučík) | ավագ լեյտենանտ (Nadporučík) | լեյտենանտ (Poručík) | լեյտենանտ (Poručík)     |
| NATO ekvivalent   | OF-2              | OF-2                    | OF-1a                       | OF-1a                       | OF-1b               | OF-1b                   |

### Poddůstojníci a mužstvo
| Označení          | Poddůstojníci a mužstvo | Poddůstojníci a mužstvo | Poddůstojníci a mužstvo   | Poddůstojníci a mužstvo   | Poddůstojníci a mužstvo | Poddůstojníci a mužstvo   | Poddůstojníci a mužstvo | Poddůstojníci a mužstvo |
| ----------------- | ----------------------- | ----------------------- | ------------------------- | ------------------------- | ----------------------- | ------------------------- | ----------------------- | ----------------------- |
| Výložky           | Četař                   | Četař límcové výložky   | Desátník                  | Desátník límcové výložky  | Svobodník               | Svobodník límcové výložky | Vojín                   | Vojín límcové výložky   |
| Hodnosti arménsky | ՍԵՐԺԱՆՏ (Četař)         | ՍԵՐԺԱՆՏ (Četař)         | ԿՐՏՍԵՐ ՍԵՐԺԱՆՏ (Desátník) | ԿՐՏՍԵՐ ՍԵՐԺԱՆՏ (Desátník) | ԵՖՐԵՅՏՈՐ (Svobodník)    | ԵՖՐԵՅՏՈՐ (Svobodník)      | ԶԻՆՎՈՐ (Vojín)          | ԶԻՆՎՈՐ (Vojín)          |
| NATO ekvivalent   | OR-3                    | OR-3                    | OR-2                      | OR-2                      | OR-1                    | OR-1                      | OR-1                    | OR-1                    |

### Stejnokroje a výzbroj
Ve výcvikových táborech budoucí legionáři převážně dostávali ukořistěné uniformy (francouzské, nizozemské či sovětské), ale před odesláním na frontu nebo do míst dislokace obdrželi výstroj německé armády staršího vzoru z roku 1939. Teprve některé prapory od roku 1944 začaly dostávat výstroj novějšího vzoru 1942–1944.
Výzbroj praporů Arménské legie tvořily zbraně německé i sovětské výroby. Německé velení považovalo za nevhodné vyzbrojovat legionáře německými zbraněmi, které nebyli dostatečně zvyklí používat, a proto se rozhodlo vydávat především sovětské ukořistěné zbraně. Výsledkem byla smíšená výzbroj, přičemž pouze 812. střelecký prapor byl vyzbrojen výhradně sovětskými zbraněmi.

## Bojové nasazení
Prapory očíslované arabským číslem 808, 809 apod. jsou arménské jednotky pod přímým velením Velitelství východních legií (německy Kommando der Ostlegionen). Prapory číslované I/125, II/9 apod. jsou smíšené nebo přidělené jednotky integrované do standardních německých pluků. Římská číslice pak označuje číslo praporu v rámci pluku, tj. I/125 znamená 1. prapor 125. pluku. Arménští legionáři tak byli součástí 11 praporů. Od července 1942 do konce roku 1943 bylo zformováno 8 praporů legie a zbývající 3 tvořily součásti německých jednotek. Kromě 8 samostatných praporů Arménské legie, které byly zformovány v Polsku, byly na Ukrajině zformovány samostatné arménské prapory. Ty byly také nazývány Arménská legie, tj. formálně existovaly dvě legie. Což bylo dáno tím, že název Arménská legie se v oficiálních německých vojenských dokumentech oficiálně neobjevoval, ale používal se pouze k propagandě.
Po zformování byly střelecké roty vyzbrojeny sovětskými a německými samonabíjecími puškami, stejně jako německými samopaly vzoru 1941, kulometná rota byla vyzbrojena 12 těžkými kulomety. Největší palebná síla byla soustředěna ve velitelské rotě. Velitelská rota se skládala ze 4 čet. První byla protitanková četa se třemi 46mm protitankovými kanóny vzoru 1939, druhá četa byla minometná četa, vyzbrojená 8 kusy 82mm minometů, třetí četa byla ženijní a čtvrtá četa byla spojařská. Ta disponovala 2 ústřednami a 20 svými telefony, tj. bez ostatních přístrojů v rotách.
Legie nebyla nikdy použita jako samostatná vojenská jednotka ze strachu z neposlušnosti. Velitelské kádry a komunikační spojení s dalšími jednotkami tvořili vojáci německé národnosti.  Prapory legie se zúčatnily bitev o Krym, bojů na Kavkaze (prapory 808. a 809.), ústupu z Kavkazu na západ, ale také obrany Atlantického valu v rámci bojů proti vyloďujícím se Spojencům. Na konci války v březnu 1945 se části Arménské legie nacházely v okolí města Paluzza (dnešní autonomní region Furlansko-Julské Benátsko). Odtud ustupovaly s německými silami přes Alpy do Rakouska (v roce 1945 součást Třetí říše), kde byli zajati Brity. Následně v rámci operace Keelhaul byli vojáci vydáváni do SSSR. Další zbytky arménských legionářů, asi 2,5 tisíce lidí, se v roce 1944 připojily k 12. kavkazské protitankové jednotce, která se podílela v roce 1945 na bitvách na Odře a na obraně Berlína.
Část arménských vojáků byla také zařazena do Kavkazské jízdní jednotky SS s celkovým počtem asi 2 400 vojáků, z nichž asi 470 byli Arméni. Téměř všichni z této skupiny byli na konci května 1945 zastřeleni.
| Název                            | Vznik                                                                          | Početní stav          | Velitel         | Dostupné informace |
| -------------------------------- | ------------------------------------------------------------------------------ | --------------------- | --------------- | --- |
| 808. arménský pěší prapor        | Zformován v červenci 1942 v Polsku.                                            | 916 Arménů a 41 Němců | Artur Kutschera | Po zformování byl doplněn z řad sovětských zajatců asi o 800 příslušníků. Během přípravy a výcviku byl zařazen do 18. německého pluku. Nasazen v bojích u Tuapse. Prapor trpěl dezercemi. V praporu působila podzemní skupina plánující přechod k Rudé armádě. Akce přechodu na sovětskou stranu byla naplánována na 29. září 1942. Plán selhal kvůli zradě i špatné koordinaci se sovětskými partyzány. V říjnu 1942 byl prapor odzbrojen a přeměněn na stavební jednotku. V roce 1943 odboj v legii pokračoval, ale po jeho likvidaci a zatčení vůdců odboje byl prapor znova zformován jako střelecký. Nebyl však vyslán na frontu, ale bojoval v týle proti sovětským partyzánům. Po nějaké době byl prapor vyslán do Francie, aby vykonával bezpečnostní službu podél pobřeží v Normandii. V bojích při vylodění v Normadii se legionáři hromadně vzdávali. Zbytek byl v roce 1944 opět změněn na stavební a ženijní prapor. |
| 809. arménský pěší prapor Zejtun | Zformován 29. srpna 1942 v Polsku.                                             | 913 Arménů a 45 Němců | Hermann Becker  | Před odchodem na frontu se střetl s polskými partyzány. Zařazen pod 128. pěší pluk (48. pěší divize). Rozkazem z 18. listopadu 1942 se jednotky 809. praporu zapojily do bojových operací na frontě. Účastnil se bojů na Kavkaze, obrany Kubáně a bojů o Kerčský poloostrov. V bojových hlášeních a depeších německého velení je 809. prapor zmiňován jako vynikající, bojeschopná a statečná jednotka, plnící jakékoli bojové úkoly v obtížných horských podmínkách. Za statečnost a odvahu projevenou na kavkazské frontě se 809. praporu dostalo zvláštního poděkování od polního maršála Ewalda von Kleista a generála kavalérie Ernsta Köstringa. Po účasti v bitvách o Kavkaz byl prapor převelen na Ukrajinu a později do Polska, kde bojoval proti partyzánům jako součást protipartizánských sil, a obdržel četná ocenění. Téměř všichni legionáři obdrželi vyznamenání a co do jejich počtu prapor obsadil jedno z nejvyšších míst ve východních legiích. Od 16. října 1943 byl přesunut do Belgie, poté nasazen k obraně Atlantického valu. V srpnu 1944 zničen v Normandii během operace Overlord, kdy se legionáři masivně vzdávali. |
| 810. arménský pěší prapor        | Zformován 1942 v Polsku                                                        |                       |                 | V únoru 1944 bojoval v okolí vesnic Zavodinka, Chlestunovka, Petropavlovka (rusky Заводинка, Хлестуновка, Петропавловка) v Korsuň-ševčenkovské operaci. |
| 812. arménský ženijní prapor     | Vytvořen 25. listopadu 1942, plně zformován 1. února 1943 v Pulavech (Polsko). | 901 Arménů a 58 Němců |                 | Prapor zahájil svou službu v Polsku ve městě Radom. 10. března 1943 byl přemístěn do Nizozemska k posílení obrany Atlantického valu a byl umístěn v blízkosti města Bergen op Zoom. Byl vyzbrojen sovětskými zbraněmi. V lednu 1944 došlo k vzpouře během níž byl zabit veškerý německý personál. Vzpoura byla potlačena a zbytky praporu byly reorganizovány do jednotky pro stavbu silnic. Tento prapor měl největší počet vražd německého personálu. Do konce roku 1944 byl prapor opět reformován na střelecký a poté byl vyslán k Atlantickému valu v oblasti Rotterdamu a Amsterdamu. Po vylodění Spojenců a těžkých bojích se zbytky praporu vzdaly v okolí Utrechtu. |
| 813. arménský pěší prapor        | Zformován v únoru 1943 v Polsku.                                               |                       |                 | Nasazen k obraně Atlantického valu. Působil jako strážní jednotka. |
| 814. arménský pěší prapor        | Zformován v létě 1943 v Polsku                                                 |                       |                 | Nasazen na východní frontě. Převelen do Francie, kde prováděl stavební práce a strážní službu podél pobřeží. Po vylodění spojenců v Normandii (červen 1944) se záznamy o praporu ztrácejí. |
| 815. arménský pěší prapor        | Zformován v srpnu 1943 v Polsku                                                |                       |                 | Nasazen na východní frontě. Prapor byl formován jako strážní nebo stavební jednotka. |
| 816. arménský pěší prapor        | Zformován na konci roku 1943 v Polsku                                          |                       |                 | Nasazen na východní frontě.Prapor byl formován jako strážní nebo stavební jednotka. |
| I/125 arménský prapor            | Zformován v únoru 1943 na Ukrajině                                             |                       |                 | Byl používán k boji proti sovětským partyzánům v Brjasnké oblasti. Bojoval také na Balkáně na území bývalé Jugoslávie. Nasazen na území Albánie proti italským posádkám a komunistickým partyzánům. V březnu 1944 arménští dobrovolníci opustili Albánii a byli znovu nasazeni ve Slovinsku. O měsíc později byl prapor převelen do jižní Francie, kde byl umístěn 30 km severně od Marseille, u města Aix-en-Provence. V srpnu 1944 se příslušníci praporu střetli s americkými výsadkáři. V bojích se Spojenci utrpěl vysoké ztráty. Zajatí příslušnici byli vydáni zpět do SSSR. |
| I/198 arménský prapor            | Zformován v září 1942 na Ukrajině                                              |                       |                 | Byl nasazen proti sovětským partyzánům v oblasti Ostrov-Opočka na severním úseku východní fronty. Poté přemístěn do jižní Francie, kde byl dislokován u pobřeží jihozápadně od Toulonu.V bojích se Spojenci utrpěl vysoké ztráty. Zajatí příslušnici byli vydáni zpět do SSSR. |
| II/9 arménský prapor             | Zformován v září 1942 na Ukrajině                                              |                       |                 | Dne 27. května 1943 byl prapor v samostatných sledech vyslán do oblasti obce Sevsk, aby vykonával bezpečnostní službu pro velitelství divizí, které se v té době nacházely na frontové linii. Samostatné roty se také účastnily boje proti sovětským partyzánům. Koncem června 1943 byl přemístěn do jižní Francie, kde byl dislokován u městečka Hyères a Saint-Tropez, kde vykonával službu pobřežní stráže. V srpnu 1944 příslušníci praporu kladli tvrdý odpor vyloďujícím se spojeneckým vojákům.V bojích se Spojenci utrpěl vysoké ztráty. Zajatí příslušnici byli vydáni zpět do SSSR. |

## Protiněmecký odboj v legii
Dne 15. září 1943, v předvečer bitvy o vesnici Potijevka (Žitomirská oblast), přešla na stranu partyzánů celá rota arménských legionářů (více než 240 mužů) i se zbraněmi. Po jejich přeběhnutí byl pod velením Michaila Ivanoviče Naumova (rusky Михаил Иванович Нау́мов) vytvořen partyzánský oddíl nesoucí jméno A. I. Mikojana.
Několik vojáků židovské národnosti, kteří sloužili v Rudé armádě a padli do zajetí, bylo zachráněno arménskými příslušníky legie. Josif Mojsejevič Kogan, voják Rudé armády zajatý Němci, uvedl, že mu pomohl lékař z arménského praporu, načež se ukryl v řadách odboje. Další Žid pak dokonce patřil k vůdcům podzemního hnutí v rámci praporu.
V květnu 1944 se část arménských legionářů dislokovaných ve Francii rozhodla obrátit zbraně proti Němcům. Na organizaci přechodu na stranu francouzského odboje figuroval Maurice Thorez. Podle sovětských zdrojů dne 22. srpna 1944 byl vydán rozkaz vrchního velitele SSSR o vytvoření 1. sovětského partyzánského pluku ve Francii ve městě Nîmes, který tvořili převážně bývalí příslušníci Arménské legie wehrmachtu. Jiné zdroje však tento rozkaz připisují velení francouzského odboje. Bývalí členové legie se v srpnu 1944 podíleli na vyhnání Němců z Paříže v povstání před vstupem spojeneckých vojsk. Dne 1. května 1945 byl pluk francouzskou vládou oceněn bojovou zástavou a Válečným křížem a vrátil se do SSSR.

## Příprava na boj s Tureckem
S ohledem na nepřátelské vztahy mezi Armény a Turky z dob Osmanské říše byla mezi legionáři pomocí novin Armenien šířena propaganda, že po vítězné válce arménští vojáci spolu se svými německými, řeckými a bulharskými bratry vpadnou do Turecka a osvobodí dlouho trpící západní Arménii od tureckých barbarů. Současně začalo vytváření arménských zvláštních skupin a speciálních agentů pod patronací abwehru pro nasazení v Turecku. Agenti byli rekrutování z řad legie. Misak Torlakjan velitel sabotážní jednotky údajně zorganizoval operaci s cílem zabavit turecké dokumenty, které odhalovaly turecké plány na dobytí Kavkazu. Tyto dokumenty byly Rosenbergovi předloženy jako důkaz nespolehlivosti tureckého vedení vůči Německu.

## Po válce
Na konci války se většina legionářů vzdala anglo-americkým jednotkám, aby se vyhnula zajetí sovětskými úřady. Po válce však byli vydáni do SSSR, kde čelili represím. Mnozí skončili v pracovních táborech Gulagu, například v závodě č. 639 v Ťumeni. Represe postihly i rodiny legionářů a členů arménské strany ARF. V roce 1949 bylo z Arménské SSR deportováno 2 698 rodin (13 000 lidí), včetně 1 860 rodin členů ARF a 888 rodin bývalých legionářů. Většina byla násilně přesídlena na Altaj. Kromě místních obyvatel bylo vyhnáno i 350 rodin (1 454 osob) arménských repatriantů, kteří se do SSSR vrátili v letech 1946–1948 z exilu. Teprve v roce 1954 začalo přehodnocování těchto případů, ale mnoho postižených se plné rehabilitace nedočkalo.
V roce 2000 byl do Arménie převezen popel arménského generála Dro Kanayana a 27. května 2000 byl pohřben ve městě Ečmiadzin. V květnu 2016 byla v arménském Jerevanu vztyčena socha Garegina Nždeha. Dále je po něm pojmenována stanice metra, náměstí a o jeho odkazu se vyučuje na základních školách.